# Marshall Neilan
Marshall Neilan (ur. 11 kwietnia 1891 w San Bernadino, zm. 27 października 1958) – amerykański reżyser, aktor, producent filmowy i scenarzysta.

## Filmografia
aktor
- 1912: The Greaser and the Weakling
- 1914: The Bold Banditti and the Rah, Rah Boys
- 1916: Calamity Anne's New Job
- 1957: Twarz w tłumie jako senator Worthington Fuller

producent
- 1920: Dinty
- 1921: The Lotus Eater
- 1922: The Strangers' Banquet

scenarzysta
- 1912: Saved from Court Martial
- 1915: Little Pal
- 1922: The Strangers' Banquet

reżyser
- 1914: The Bold Banditti and the Rah, Rah Boys
- 1916: A Strange Adventure
- 1919: Długonogi tata
- 1927: Wenus z Wenecji
- 1937: Swing It, Professor

## Wyróżnienia
Posiada swoją gwiazdę na Hollywoodzkiej Alei Gwiazd.